# 搜寻地外文明计划
搜寻地外文明计劃（英語：Search for extraterrestrial intelligence，縮寫：SETI），是對所有在搜尋地外文明的團體的統稱，不是只代表一個組織。這其中包括學術單位哈佛大學、柏克萊加州大學和非營利組織SETI協會等機構，這些組織致力于用射电望远镜等先进设备接收从宇宙中传来的电磁波，从中分析有规律的信号，希望藉此发现外星文明。
其中，SETI@home是一项旨在利用连入因特网的成千上万台计算机的闲置计算能力搜寻地外文明的工程。参加者可以用下载并运行屏幕保护程序的方式来让自己的计算机計算射电讯号所反饋回的數據。

## 歷史
康乃爾大學的天文學家法蘭克·德雷克於1960年時完成首次SETI實驗。1974年11月16日，為慶祝阿雷西博射電望遠鏡完成改建，透過該望遠鏡向距離地球25,000光年的球狀星團M13發射一個稱為「阿雷西博信息」的訊息，希望可以和外星人聯繫。1977年SETI使用俄亥俄州立大學的巨耳无线电望远镜收到了著名的Wow!訊號，这是一个长达72秒的非常强的无线电信号。
1984年，加州柏克萊大學正式發起這個計畫。於1999年，開始以射电望远镜分析宇宙傳來的電磁波。它的經費來源，三分之一由美國美國國家科學基金會補助，三分之一來自加州政府，剩餘的款項則由民間募款來因應。保罗·艾伦于2001年向这一计划捐资1150万美元。于2004年3月19日再度捐资1350万美元用于此计划。
2011年4月27日，尋找地球外智慧生物計畫研究所長湯姆·皮爾遜（Tom Pearson）以電子郵件向計畫合作者通報，因為美國政府削減支出，使得這個計畫的經費嚴重短缺，宣布中止此計畫。2011年12月5日，计划又重新恢复。

## 参看
- UFO
- SETI@home
- BOINC
- 网格计算
- 奧茲瑪計畫
- 多萝西计划